# Longjumeau
48°41′49″N 2°17′44″Ø
Longjumeau er en fransk kommune og bydel beliggende i de sydlige forstæder til Paris.